# Ctenotus olympicus
Espèce
Ctenotus olympicus est une espèce de sauriens de la famille des Scincidae.

## Répartition
Cette espèce est endémique d'Australie-Méridionale en Australie. Elle se rencontre dans les bassins des lacs Eyre et Torrens.

## Publication originale
- Hutchinson & Donnellan, 1999 : Genetic variation and taxonomy of the lizards assigned to Ctenotus uber orientalis (Squamata: Scincidae) with description of a new species. Records of the South Australian Museum, vol. 32, no 2, p. 173-189 (texte intégral).